# آویشن کرک‌آلود
آویشن کرک‌آلود (نام علمی: Thymus pubescens) نام یک گونه از سرده آویشن است.